# Fontaine-Milon
Fontaine-Milon – miejscowość i dawna gmina we Francji, w regionie Kraj Loary, w departamencie Maine i Loara. W 2013 roku jej populacja wynosiła 598 mieszkańców. 
W dniu 1 stycznia 2016 roku z połączenia dwóch ówczesnych gmin – Fontaine-Milon oraz Mazé – utworzono nową gminę Mazé-Milon. Siedzibą gminy została miejscowość Mazé. 